# Crepidium acuminatum
Crepidium acuminatum là một loài thực vật có hoa trong họ Lan. Loài này được (D.Don) Szlach. mô tả khoa học đầu tiên năm 1995.